# 양산로 (송파구)
양산로는 서울특별시 송파구 거여동 거여4단지 아파트앞과 거여역 교차로를 잇는 서울특별시의 도로이다.

## 주요 경유지
서울특별시
- 송파구(거여동)

## 노선
| 이름             | 접속 노선                | 소재지     | 소재지 | 소재지 | 비고 |
| ---------------- | ------------------------ | ---------- | ------ | ------ | ---- |
| (이름 없음)      | 위례서로 양산로2길       | 서울특별시 | 송파구 | 거여동 |      |
| (이름 없음)      | 양산로4길                | 서울특별시 | 송파구 | 거여동 |      |
| 송파공업고등학교 |                          | 서울특별시 | 송파구 | 거여동 |      |
| (이름 없음)      | 양산로8길 오금로56길     | 서울특별시 | 송파구 | 거여동 |      |
| 거여역 교차로    | 오금로 거마로 양산로10길 | 서울특별시 | 송파구 | 거여동 |      |

## 주요 건물 및 시설
- 서울인공지능고등학교 (서울특별시 송파구 양산로 21)